# Rifugio Pio XI
Il rifugio Pio XI (in tedesco: Weisskugelhuette) si trova in Alto Adige nelle vicinanze del confine con l'Austria, a 2542 m s.l.m.
Il rifugio è base di partenza per le escursioni sulle cime della zona e in particolare per la Palla Bianca.